# Kalininauł (rejon kazbiekowski)
Kalininauł (ros. Калининаул) – wieś w Rosji, w Dagestanie, w rejonie kazbiekowskim. W 2010 liczyła 4531 mieszkańców.
Przed deportacją Czeczenów w 1944 roku wieś była częścią czeczeńskiego rejonu narodowego Auchowskiego.

## Populacja
Według ogólnorosyjskiego spisu ludności z 2021 r.:
| № | Narodowość | Liczba osób | Udział |
| - | ---------- | ----------- | ------ |
| 1 | Awarowie   | 4322        | 75,1 % |
| 2 | Kumycy     | 9           | 0,2 %  |
| 3 | Rosjanie   | 12          | 0,2 %  |
| 4 | Czeczeni   | 1399        | 24,3 % |
| 5 | Inny       | 15          | 0,3 %  |